# Машрік

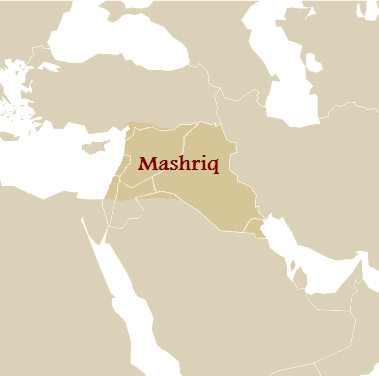
Обриси сучасного «аль-Машріка»

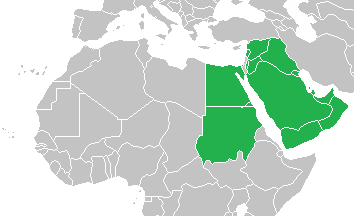
Машрік у широкому понятті

Машрік (араб. المشرق, ель-Машрік: «Там, де схід») — територія, яка спочатку включала в себе (згідно з арабськими географами, насамперед ібн Хордадбех) всі відомі в IX-X століттях Східні землі, включаючи Індію, Китай, ряд островів Індійського та Тихого океанів аж до Японії.
Останнім часом визначення «ал-Машрік» застосовується в арабській мові, зазвичай, як збірне позначення Іраку, Сирії, Йорданії, Палестини та Лівану. Іноді в названий ряд включають і Єгипет.

## Історія
Згідно з уявленнями арабської науки X століття (які ґрунтувалися, у тому числі, і на працях Клавдія Птолемея), Земля має кулясту форму, «поміщена в порожнечу небосхилу, як жовток всередині яйця…» (Фірдоусі?) і «… розділена на дві половини лінією екватора, який тягнеться зі сходу (ель-Машрік) на захід (ель-Магриб)». Таким чином, весь світ складався з чотирьох чвертей, і однією з них, що цілком закономірно, був Машрік. Пізніше, після припинення стрімкого поширення ісламу, словом «Машрік» стали іменувати лише землі, розташовані на схід від Мекки (за винятком Аравійського півострова, який зазвичай не входив ні в поняття Сходу, ні в поняття Заходу), які потрапили під мусульманський вплив (нинішні Іран, Середня Азія, Афганістан, Пакистан). Після розмежування шиїтів та сунітів Персія все частіше виключалася з цього ряду.
З XVI століття до початку XX століття, в період османського панування, межі поняття «ель-Машрік» стиснулися до рубежів османських провінцій на Близькому Сході і, таким чином, отримали сучасний обрис.